# Richard Henyekane
Richard Henyekane, né le 27 septembre 1983 à Kimberley et décédé le 7 avril 2015, est un footballeur international sud-africain.